# SS-Personalhauptamt
SS-Personalhauptamt var personalavdelningen inom Schutzstaffel (SS) och ansvarigt för registret över samtliga officerare i Allgemeine-SS och Waffen-SS. 

## Chefer
- Walter Schmitt (1939–1942)
- Maximilian von Herff (1942–1945)